# Mithridate II de Commagène
Pour les articles homonymes, voir Mithridate II.
Mithridate II Antiochus Épiphane Philorhomaios Philhellenos Monocritis, également connu sous le nom de Mithridate II de Commagène (grec ancien : Μιθριδάτης Ἀντίοχος ὀ Ἐπιφανής Φιλορωμαίος Φιλέλλην Μονοκρίτης), est un roi de Commagène ayant régné de 38 à 20, année de sa mort.

## Biographie
D'ascendance arménienne et grecque, il est l'un des fils du roi Antiochos Ier Theos de Commagène et de la reine Isias Philostorgos. Il succède à son frère Antiochos II en 38 et règne jusqu'à sa mort.
Selon Plutarque,  il est un allié du triumvir romain Marc Antoine. En 31, Mithridate dirige personnellement ses forces lors de la bataille d'Actium en Grèce, en appui à Marc Antoine dans la guerre contre Octave, le futur empereur romain Auguste. Toutefois, après la défaite d'Antoine, Mithridate devient un allié fidèle d'Auguste. Néanmoins, Auguste force Mithridate à remettre à la province romaine de Cœlé-Syrie la ville de Zeugma en Commagène, qui est un point de passage stratégique de l'Euphrate, tant sur le plan militaire que commercial. Pour montrer son soutien à Auguste, Mithridate abandonne le titre de Philhellenos (« ami des Grecs ») et adopte à la place le titre de Philorhomaios (« ami des Romains »). Les deux titres sont issus du culte royal de Commagène dans lequel Mithridate joue un rôle important. Son autre titre, Monocritis, n'est pas connu ailleurs et est très probablement une fonction judiciaire au sein de l'administration royale et un signe de son rang social élevé.
Le frère et prédécesseur de Mithridate, Antiochos II, est convoqué en 29 à Rome et exécuté par l'empereur romain Auguste, car Antiochus a commandité l'assassinat d'un ambassadeur que Mithridate a envoyé à Rome.
Selon une inscription figurant sur un autel funéraire trouvé dans le village turc de Sofraz d'une riche famille locale de premier plan, qui date d'environ la moitié du Ier siècle, l'épouse de Mithridate était une femme grecque appelée Laodicé. Sur l'autel figurent les membres de la famille qui s'étendent sur sept générations et comprend les noms de Mithridate, de son père et de sa femme.
Quand il meurt en 20, le fils qu'il a eu avec Laodicé, Mithridate, lui succède.